# 八仙山自然教育中心
八仙山自然教育中心是中華民國農業部林業及自然保育署設於八仙山國家森林遊樂區內的森林環境教育推廣教育設施，位於台中市和平區。由於沒有公車可直接到達，僅能自行開車前往。
該中心於2008年成立，是林務局第三個自然教育中心，並於2012年通過行政院環境保護署環境教育設施場所認證。

## 外部連結
- 自然教育 - 八仙山自然教育中心 - 山林悠遊網（页面存档备份，存于）
- 八仙山國家森林遊樂區暨自然教育中心的Facebook專頁